# Liste de mosquées de Tunisie
Cet article liste des mosquées de Tunisie. Il en existe 6 099 à la fin décembre 2019.
| Nom                        | Image | Ville      | Construction             | Coordonnées                  |
| -------------------------- | ----- | ---------- | ------------------------ | ---------------------------- |
| Grande mosquée de Kairouan |       | Kairouan   | 670                      | 35° 40′ 53″ N, 10° 06′ 15″ E |
| Grande mosquée de Mahdia   |       | Mahdia     | Xe siècle                | 35° 30′ 14″ N, 11° 04′ 19″ E |
| Grande Mosquée de Monastir |       | Monastir   | IXe siècle               | 35° 40′ 12″ N, 10° 53′ 33″ E |
| Grande mosquée de Sfax     |       | Sfax       | IXe siècle               | 34° 44′ 09″ N, 10° 45′ 39″ E |
| Grande Mosquée de Sousse   |       | Sousse     | 850-851                  | 35° 49′ 37″ N, 10° 38′ 23″ E |
| Grande Mosquée de Testour  |       | Testour    | XVIIe siècle             | 36° 33′ 14″ N, 10° 06′ 02″ E |
| Mosquée Al Bey             |       | Kairouan   | 1683                     | 35° 40′ 34″ N, 9° 26′ 49″ E  |
| Mosquée Al Malek           |       | Kairouan   | XVIIIe siècle            | 35° 40′ 34″ N, 10° 06′ 01″ E |
| Mosquée Bab Jazira         |       | Tunis      | XIIIe siècle-XIVe siècle | 36° 47′ 31″ N, 10° 10′ 35″ E |
| Mosquée Bourguiba          |       | Monastir   | 1963                     | 35° 46′ 28″ N, 10° 49′ 50″ E |
| Mosquée des Étrangers      |       | Houmt Souk | XVe siècle               | 33° 52′ 36″ N, 10° 51′ 38″ E |
| Mosquée Fadhloun           |       | Midoun     | XIVe siècle              | 33° 49′ 29″ N, 10° 57′ 33″ E |
| Mosquée Hammouda-Pacha     |       | Tunis      | 1655                     | 36° 47′ 54″ N, 10° 10′ 15″ E |
| Mosquée de la Kasbah       |       | Tunis      | 1235                     | 36° 47′ 48″ N, 10° 10′ 04″ E |
| Mosquée El Koubba          |       | Tunis      | XIe siècle               | 36° 47′ 41″ N, 10° 10′ 21″ E |
| Mosquée El Ksar            |       | Tunis      | XIIe siècle              | 36° 47′ 53″ N, 10° 10′ 11″ E |
| Mosquée Mâlik ibn Anas     |       | Carthage   | 2003                     | 36° 51′ 34″ N, 10° 19′ 44″ E |
| Mosquée Saheb Ettabaâ      |       | Tunis      | 1814                     | 36° 48′ 28″ N, 10° 10′ 00″ E |
| Mosquée Sidi Mahrez        |       | Tunis      | 1697                     | 36° 48′ 15″ N, 10° 10′ 06″ E |
| Mosquée des Teinturiers    |       | Tunis      | 1727                     | 36° 47′ 41″ N, 10° 10′ 25″ E |
| Mosquée des Trois Portes   |       | Kairouan   | IXe siècle               | 35° 40′ 37″ N, 10° 06′ 10″ E |
| Mosquée des Turcs          |       | Houmt Souk | XVIe siècle              | 33° 52′ 42″ N, 10° 51′ 33″ E |
| Mosquée Youssef Dey        |       | Tunis      | 1612                     | 36° 47′ 49″ N, 10° 10′ 10″ E |
| Mosquée Zitouna            |       | Tunis      | 698                      | 36° 47′ 50″ N, 10° 10′ 16″ E |